# Eusko Alkartasuna
Eusko Alkartasuna (EA) (Solidaritat Basca en català) és un partit polític basc fundat per Carlos Garaikoetxea el setembre de 1986, com a escissió del Partit Nacionalista Basc. Actualment està separat ideològicament de l'anterior partit, ja que Eusko Alkartasuna es defineix com independentista, socialdemòcrata, pacifista i aconfessional. A Europa pertany des de l'inici a l'Aliança Lliure Europea (ALE), amb Esquerra Republicana de Catalunya, partit que engloba formacions independentistes i socialdemòcrates de diferents països.

## Història
La crisi en el PNB es va desfermar per la tramitació de la Llei de Territoris Històrics, perquè els crítics demanaven anteposar les institucions comunes basques enfront de la foralitat tradicional del partit, i que es va conèixer que els crítics amb el lehendakari Carlos Garaikoetxea van utilitzar l'Ertzaintza per espiar-lo mitjançant punxades telefòniques. El procés va ser tan traumàtic que alguns batzokis van passar a ser alkartetxes. Les Eleccions al Parlament Basc de 1986 del 30 de novembre foren la primera vegada que es va presentar a unes eleccions al País Basc), obtenint més de 180.000 vots.
El PNB va obtenir el triomf el 1990 i José Antonio Ardanza va formar govern amb EA i Euskadiko Ezkerra, fins que en 1991 va expulsar del govern a EA per recolzar les mocions en favor de la independència que impulsava Herri Batasuna, i va incorporar al PSE al govern.
En 2009, la plataforma 'Alkarbide se'n va escindir formant el partit Hamaikabat, que es va integrar en el PNB. Eusko Alkartasuna i membres de l'esquerra abertzale van formar en 2011 la coalició Bildu per presentar-se a les Eleccions municipals espanyoles de 2011. Bildu fou il·legalitzada pel Tribunal Suprem, però legalitzada posteriorment pel Tribunal Constitucional. L'any següent Eusko Alkartasuna i altes partits de l'esquerra albertzale van fundar la coalició Euskal Herria Bildu (EH Bildu), de la que tenia una quota del 20% dels representants. Inicialment era coalició a l'ús, respectant quotes en les institucions però des de 2015 va desenvolupar ja estructures organitzatives pròpies, esdevenint més que una suma de partits.
L'actual secretari general del partit és Pello Urizar Karetxe i la secretari general de les seves joventuts, Gazte Abertzaleak, és Maider Carrere.
EA també està present al País Basc del Nord i es va presentar a les eleccions europees de 2009 i a les regionals franceses de 2010 dins la coalició Europe Écologie juntament amb Els Verds.

## Alkartetxes
Els alkartetxes són les seus socials del partit, que solen ser locals que combinen oficines i dependències per la feina del partit amb serveis de bar i restauració on solen fer-hi vida social militants i simpatitzants.
Arrel de la crisi en el PNB que va desembocar en la formació d'Eusko Alkartasuna, alguns batzokis van passar a ser alkartetxes. En 2009, amb l'escissió de la plataforma Alkarbide (corrent crítica d'EA), constituïda en el partit Hamaikabat (H1!), s'han succeït fortes tensions per la titularitat de molts alkartetxes. L'any 2010 EA tenia un total de 81 alkartetxes per tota la geografia basca: 3 a Àlaba, 29 a Biscaia, 40 a Guipúscoa, un a Iparralde i 8 a Navarra, i en 2021 havien baixat a 58 alkartetxes, 3 a Àlaba, 20 a Biscaia, 27 a Guipúscoa, un a Iparralde i 7 a Navarra.

## Resultats electorals

### Parlament Basc
| Parlament Basc |                  |                  |                  |         |     |                     |                    |
| Any            | Vots             | %                | Pos.             | Escons  | +/– | Líder               | Govern             |
| 1986           | 181,175          | 15.8             | 4t               | 13 / 75 | 13  | Carlos Garaikoetxea | Oposició           |
| 1990           | 115,703          | 11.3             | 4t               | 9 / 75  | 4   | Carlos Garaikoetxea | Coalició (1990–91) |
| 1990           | 115,703          | 11.3             | 4t               | 9 / 75  | 4   | Carlos Garaikoetxea | Oposició (1991–94) |
| 1994           | 105,136          | 10.1             | 5è               | 8 / 75  | 1   | Carlos Garaikoetxea | Coalició           |
| 1998           | 108,635          | 8.6              | 5è               | 6 / 75  | 2   | Carlos Garaikoetxea | Coalició           |
| 2001           | Coalició amb PNB | Coalició amb PNB | Coalició amb PNB | 7 / 75  | 1   | Begoña Errazti      | Coalició           |
| 2005           | Coalició amb PNB | Coalició amb PNB | Coalició amb PNB | 8 / 75  | 1   | Begoña Errazti      | Coalició           |
| 2009           | 38,198           | 3.7              | 5è               | 1 / 75  | 7   | Unai Ziarreta       | Oposició           |
| 2012           | Dins EH Bildu    | Dins EH Bildu    | Dins EH Bildu    | 4 / 75  | 3   | Pello Urizar        | Oposició           |
| 2016           | Dins EH Bildu    | Dins EH Bildu    | Dins EH Bildu    | 4 / 75  |     | Pello Urizar        | Oposició           |

### Juntes Generals del País Basc
| Any  | Vots                  | %                     | Diputats | +/- | Notes                     |
| ---- | --------------------- | --------------------- | -------- | --- | ------------------------- |
| 1987 | 190.136               | 17,79                 | 35 / 153 | Nou |                           |
| 1991 | 123.334               | 12,54                 | 19 / 153 | 16  |                           |
| 1995 | 120.960               | 11,08                 | 15 / 153 | 4   |                           |
| 1999 | Coalició amb PNB      | Coalició amb PNB      | 17 / 153 | 2   |                           |
| 2003 | Coalició amb PNB      | Coalició amb PNB      | 20 / 153 | 3   |                           |
| 2007 | 69.973                | 7,60                  | 10 / 153 | 10  |                           |
| 2011 | Coalició amb Bildu    | Coalició amb Bildu    | 45 / 153 | ?   | Del total de la coalició. |
| 2015 | Coalició amb EH Bildu | Coalició amb EH Bildu | 39 / 153 | ?   | Del total de la coalició. |
| 2023 | Coalició amb EH Bildu | Coalició amb EH Bildu | 51 / 153 | ?   | Del total de la coalició. |

### Parlament de Navarra
| Parlament de Navarra |                   |                   |                   |        |     |                 |                    |
| Any                  | Vots              | %                 | Pos.              | Escons | +/– | Líder           | Govern             |
| 1987                 | 19,840            | 7.0               | 5è                | 4 / 50 | 4   | Iñaki Cabasés   | Oposició           |
| 1991                 | 15,170            | 5.5               | 4t                | 3 / 50 | 1   | Fermín Ciaurriz | Oposició           |
| 1995                 | 13,568            | 4.6               | 6è                | 2 / 50 | 1   | Fermín Ciaurriz | Coalició (1995–96) |
| 1995                 | 13,568            | 4.6               | 6è                | 2 / 50 | 1   | Fermín Ciaurriz | Oposició (1996–99) |
| 1999                 | Coalició amb PNB  | Coalició amb PNB  | Coalició amb PNB  | 3 / 50 | 1   | Begoña Errazti  | Oposició           |
| 2003                 | Coalició amb PNB  | Coalició amb PNB  | Coalició amb PNB  | 3 / 50 |     | Begoña Errazti  | Oposició           |
| 2007                 | Dins Nafarroa Bai | Dins Nafarroa Bai | Dins Nafarroa Bai | 4 / 50 | 1   | Begoña Errazti  | Oposició           |
| 2011                 | Dins Bildu        | Dins Bildu        | Dins Bildu        | 3 / 50 | 1   | Maiorga Ramírez | Oposició           |
| 2015                 | Dins EH Bildu     | Dins EH Bildu     | Dins EH Bildu     | 3 / 50 |     | Maiorga Ramírez | Coalició           |

### País Basc del Nord (Iparralde)
| Any  | Candidatura | Vots   | %     | Diputats |
| ---- | ----------- | ------ | ----- | -------- |
| 1993 | EMA-EB-EA   | 8.179  | 5,65  | 0 / 3    |
| 1997 | EA-PNB      | n/a    | 2,87  | 0 / 3    |
| 2002 | EA-PNB      | 1.987  | 1,51  | 0 / 3    |
| 2007 | EH Bai      | 10.676 | 8,30  | 0 / 3    |
| 2012 | Amalur      | 4.101  | 3,16  | 0 / 3    |
| 2017 | EH Bai      | 12.592 | 10,00 | 0 / 3    |
| 2022 | EH Bai      | 16.048 | 13,03 | 0 / 3    |

### Corts Generals
| Any       | Vots                        | %                           | Diputats      | Nom                             | Senadors      | Nom                |
| --------- | --------------------------- | --------------------------- | ------------- | ------------------------------- | ------------- | ------------------ |
| 1989      | 136.955                     | 0,67                        | 2 / 13        | Joseba Azkarraga Inaxio Oliveri | 0 / 16        | -                  |
| 1993      | Coalició amb Euskal Ezkerra | Coalició amb Euskal Ezkerra | 1 / 13        | Xabier Albistur                 | 0 / 16        | -                  |
| 1996      | 115.861                     | 0,46                        | 1 / 13        | Begoña Lasagabaster             | 0 / 16        | -                  |
| 2000      | 100.742                     | 0,43                        | 1 / 13        | Begoña Lasagabaster             | 0 / 16        | -                  |
| 2004      | 80.905                      | 0,31                        | 1 / 13        | Begoña Lasagabaster             | 0 / 16        | -                  |
| 2008      | 50.371                      | 0,20                        | 0 / 13        | -                               | 0 / 16        | -                  |
| 2011      | Coalició amb Amaiur         | Coalició amb Amaiur         | 1 / 13 (de 7) | Rafael Larreina                 | 1 / 16 (de 3) | Alberto Unamunzaga |
| 2015      | Coalició amb EH Bildu       | Coalició amb EH Bildu       | 0 / 13 (de 2) | -                               | 0 / 16        | -                  |
| 2016      | Coalició amb EH Bildu       | Coalició amb EH Bildu       | 0 / 13 (de 2) | -                               | 0 / 16        | -                  |
| 2019 (I)  | Coalició amb EH Bildu       | Coalició amb EH Bildu       | 0 / 13 (de 4) | -                               | 0 / 16(de 1)  | -                  |
| 2019 (II) | Coalició amb EH Bildu       | Coalició amb EH Bildu       | 0 / 13 (de 5) | -                               | 0 / 16(de 1)  | -                  |
| 2023      | Coalició amb EH Bildu       | Coalició amb EH Bildu       | 0 / 13 (de 6) | -                               | 0 / 16(de 4)  | -                  |

### Parlament Europeu
| Any  | Candidatura                                | Vots                                 | %           | Eurodiputats                                  |
| ---- | ------------------------------------------ | ------------------------------------ | ----------- | --------------------------------------------- |
| 1987 | Per l'Europa dels Pobles                   | 18.991 (Navarra) 172.411 (País Basc) | 6,74 16,06  | Carlos Garaikoetxea                           |
| 1989 | Per l'Europa dels Pobles                   | 14.280 (Navarra) 125.227 (País Basc) | 6,23 13,0   | Carlos Garaikoetxea (legislatura no completa) |
| 1994 | Per l'Europa dels Pobles                   | 8.607 (Navarra) 78.418 (País Basc)   | 3,74 8,68   | -                                             |
| 1999 | Coalició Nacionalista - Europa dels Pobles | 17.030 (Navarra) 392.800 (País Basc) | 5,7 33,93   | Gorka Knörr (legislatura no completa)         |
| 2004 | Europa dels Pobles                         | 9.684 (Navarra) 54.825 (País Basc)   | 4,84 7,76   | Mikel Irujo (legislatura no completa)         |
| 2009 | Europa dels Pobles - Verds                 | 14.060 (Navarra) 41.140 (País Basc)  | 7,04 5,67   | -                                             |
| 2014 | Els Pobles Decideixen                      | 44.129 (Navarra) 177.694 (País Basc) | 20,21 23,36 | -                                             |
| 2019 | Ara Repúbliques                            | 54.308 (Navarra) 246.488 (País Basc) | 16.00 22.02 | -                                             |